# Matapera
Matapera är en by i södra Estland. Den ligger omedelbart söder om staden Viljandi, i Viljandi kommun (före 2013 Pärsti kommun) och landskapet Viljandimaa, 140 km söder om huvudstaden Tallinn. Matapera ligger 63 meter över havet och antalet invånare är 134. Ån Raudna jõgi som avvattnar den närbelägna sjön Viljandi järv rinner genom byn.